# فوضى خلاقة

الفوضي الخلاقة في الدول العربية بعد أحداث الربيع العربي.

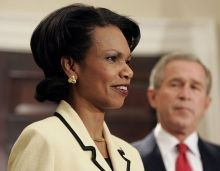
كونداليزا رايس وزيرة الخارجية الأمريكية السابقة بجانب الرئيس جورج بوش.

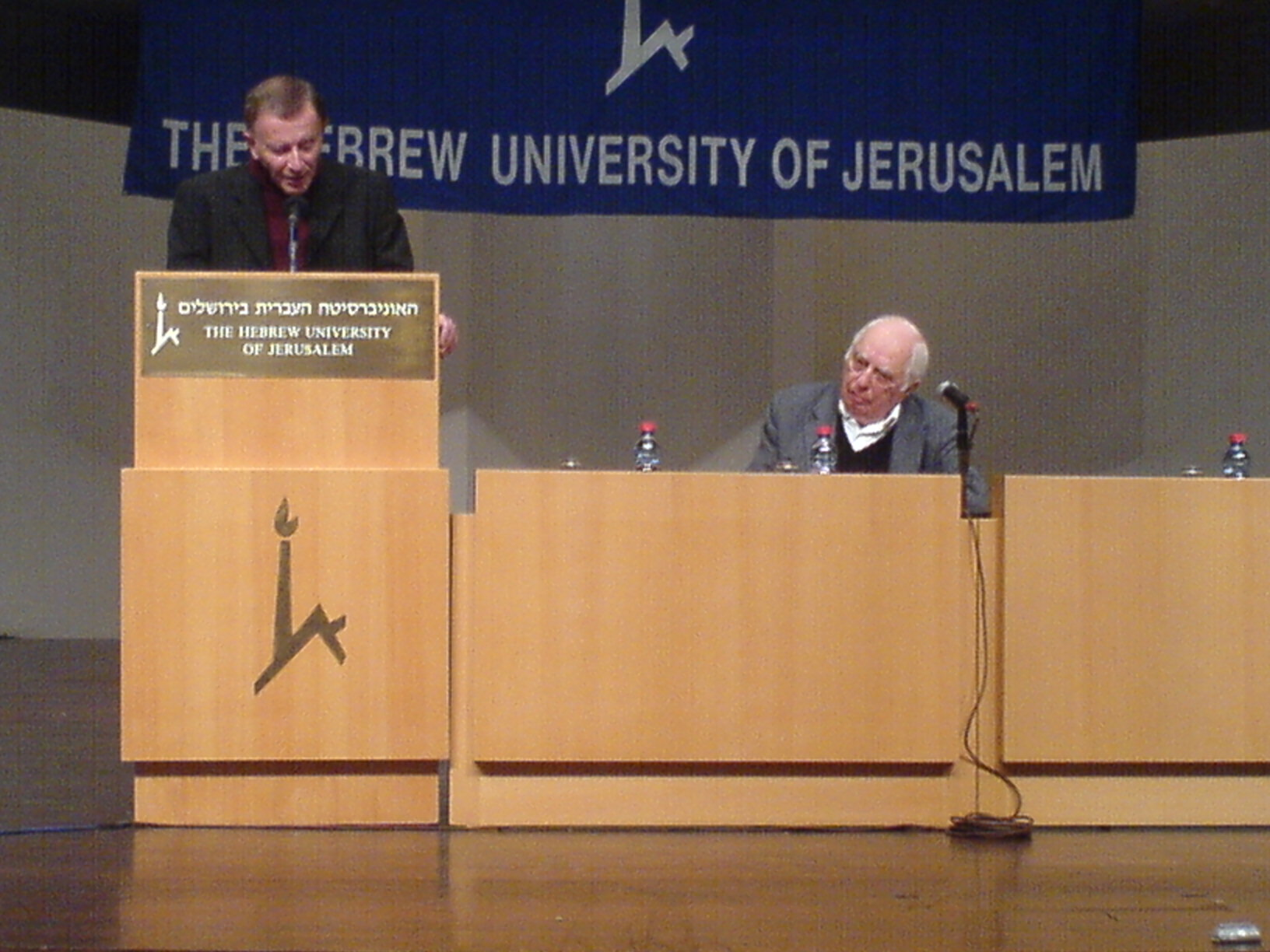
ويستريش يقدم برنارد لويس، الجامعة العبرية في القدس،إسرائيل، يناير 2007.

الفوضى الخلاقة (بالإنجليزية: Creative Chaos)‏ هو مصطلح سياسي - عقدي يقصد به تكون حالة سياسية بعد مرحلة فوضى متعمدة الإحداث تقوم بها أشخاص معينه بدون الكشف عن هويتهم وذلك بهدف تعديل الأمور لصالحهم، أو تكون حاله إنسانية مريحة بعد مرحلة فوضى متعمدة من أشخاص معروفه من أجل مساعده الآخرين في الاعتماد على نفسهم، يعتبر المستشرق اليهودي برنارد لويس هو أول من دعي للفوضي الخلاقة في الشرق الأوسط والعالم العربي؛ حيث رأي ضرورة الديمقراطية لمواجهة الإرهاب الإسلامي الراديكالي الذي يهدد مصالح الولايات المتحدة حيث أن كل العالم العربي تحكمه أنظمة إستبدادية طاغية وفاسدة تسرق مقدرات الشعوب وأن دعم الولايات المتحدة لتلك الأنظمة لحماية إسرائيل هو ما أدي لكراهية الشعوب العربية للولايات المتحدة، وخلق بيئة خصبة للجماعات الإرهابية المتطرفة وأن عليها أن تغير سياستها في المنطقة وتعمل علي نشر الديمقراطية في تلك البقعة المستبدة من العالم وتحقيق العدالة الإجتماعية، كما رأي في الثمانينيات بأن التقسيم الحالي للمنطقة غير مناسب ويجب أن يتغير بحيث يتم تقسيم المنطقة علي أساس عرقي وديني فقال:
```
وقد رجح 
العراق
 كبداية لتنفيذ مشروع نشر 
الديمقراطية
 وقد علل ذلك بالثروة النفطية وطبقة متوسطة كبيرة وماضي عريق ومجتمع علماني فيسهل تجذر 
الديمقراطية
 فيه أكثر من اي بلد أخر في 
العالم الإسلامي
 فدعي لتقسيمها لثلاث دويلات 
شيعية
 
وسنية
 
وكردية
.
[
1
]
[
8
]
[
9
]
[
10
]
 وقد تنبأ 
برنارد لويس
 بأن الصراع الجديد 
للولايات المتحدة
 بعد 
سقوط الإتحاد السوفيتي
 سيكون بين 
الإرهاب الإسلامي
 
والولايات المتحدة
، ويعد 
برنارد لويس
 الأساس الأيديولوجي للسياسات 
الأمريكية
 في العالم العربي والإسلامي.
[
11
]
[
12
]
```

في مطلع عام 2005 أدلت وزيرة الخارجية الأميركية «كونداليزا رايس» بحديث صحفي مع جريدة واشنطن بوست الأميركية، أذاعت حينها وزيرة الخارجية أن نظرية الفوضى الخلاقة أصبحت أولوية للسياسة الخارجية الأمريكية، وعن نية الولايات المتحدة نشر الديمقراطية بالعالم العربي والبدأ بتشكيل مايُعرف ب «الشرق الأوسط الجديد»، كل ذلك عبر نشر «الفوضى الخلاقة» في الشرق الأوسط عبر الإدارة الأميركية. حيث رأت الولايات المتحدة بأن دعمها للإستبداد في منطقة الشرق الأوسط هو ما أدي لهجمات برجي التجارة العالمي في 11 سبتمبر 2001.
بدأت الفوضي الخلاقة منذ الحرب الأهلية العراقية (2006-2008) في أعقاب الغزو الأمريكي للعراق 2003م والإطاحة بصدام حسين، وقد تم اعتبار ثورات الربيع العربي عام 2011 والتي تطورت لحروب أهلية دامية بأنها بداية الفوضي الخلافة في باقي الدول العربية التي وعدت بها كونداليزا رايس، والتي ستؤدي في نهاية المطاف للديمقراطية في منطقة الشرق الأوسط وتزيل الحكومات العربية الإستبدادية حسب زعمها. في حين يري أخرون بأن هدف الفوضي الخلاقة كان تدمير واضعاف جيوش الدول العربية المعادية لإسرائيل وتقسيم الدول علي أساس عرقي وطائفي عبر إرسال الجماعات المتطرفة لتلك البدان. وسرقة الثروات النفطية والغاز تحت شعار الديمقراطية والحرية؛ حيث أن خلال الحروب الأهلية تنتشر التنظيمات الإرهابية ثم تتدخل الولايات المتحدة والغرب في تلك الدولة ويسرقون ثرواتها بحجة محاربة الإرهاب كما حدث من سرقة ثروات العراق وسوريا وليبيا بعد حروب الربيع العربي وظهور داعش.
على الرغم من وجود هذا المصطلح في أدبيات الماسونية القديمة حيث ورد ذكره في أكثر من مرجع وأشار إليه الباحث والكاتب الأمريكي دان براون إلا أنه لم يطف على السطح إلا بعد الغزو الأمريكي للعراق الذي قادته الولايات المتحدة الأمريكية في عهد الرئيس جورج دبليو بوش في تصريح وزيرة خارجيته كوندوليزا رايس في حديث لها أدلت به إلى صحيفة الواشنطن بوست الأمريكية في شهر نيسان 2005، حيث انتشرت بعض فرق الموت ومنظمات إرهابية مثل شركة بلاك ووتر الأمنية.

## عدة مراجع
1. 1 2  "برنارد لويس: صاحب نظرية نشر الديمقراطية لمواجهة "الارهاب"". BBC News عربي. مؤرشف من الأصل في 2023-09-27. اطلع عليه بتاريخ 2023-09-18.
2. ↑  "من اقتباسات برنارد لويس". موسوعة مقولة. مؤرشف من الأصل في 2023-10-01. اطلع عليه بتاريخ 2023-09-21.
3. ↑  "نصيحة المستشرق اليهودي برنارد لويس لما يجب أن تفعله أمريكا بالمسلمين". الموقع الرسمي للدكتور علي بن محمد عودة الغامدي. 10 يوليو 2017. مؤرشف من الأصل في 2023-10-01. اطلع عليه بتاريخ 2023-09-21.
4. ↑  "مشروع تقسيم العالم الإسلامي". iumsonline.org (بالإنجليزية). Archived from the original on 2023-10-01. Retrieved 2023-09-21.
5. ↑  "مشروع برنارد لويس وتقسيم العالم العربي والإسلامي". www.albasrah.net. مؤرشف من الأصل في 2023-10-01. اطلع عليه بتاريخ 2023-09-21.
6. ↑  "غثاء كغثاء السيل (9) / باريكي بياده | 28 نوفمبر". 28novembre.net. مؤرشف من الأصل في 2023-02-14. اطلع عليه بتاريخ 2023-09-21.
7. ↑  "الثورات العربية من لورنس إلي ليفني". www.albaladnews.net. مؤرشف من الأصل في 2023-10-01. اطلع عليه بتاريخ 2023-09-21.
8. ↑  "فى ذكرى رحيله.. هل خطط برنارد لويس لتقسيم مصر وسبب اتهامه لإدوارد سعيد بالجهل". اليوم السابع. 19 مايو 2019. مؤرشف من الأصل في 2023-10-01. اطلع عليه بتاريخ 2023-09-18.
9. ↑  "هيا ندمر العرب.. برنارد لويس عراب الفوضى الخلاقة". 1-a1072.azureedge.net. مؤرشف من الأصل في 2023-09-27. اطلع عليه بتاريخ 2023-09-18.
10. ↑  "صحيفة عمون : مخطط برنارد لويس في تفتيت العالم العربي والإسلامي". وكالة عمون الاخبارية. مؤرشف من الأصل في 2023-09-27. اطلع عليه بتاريخ 2023-09-18.
11. ↑  "المسلمون بين فكي الماسونية ونظرية الفوضى الخلاقة | الجمل |". الجمل. مؤرشف من الأصل في 2023-09-27. اطلع عليه بتاريخ 2023-09-18.
12. ↑  "رحيل رأس الأفعى.. "برنارد لويس" مخطط تمزيق الدول العربية". شبكة رؤية الإخبارية. 20 مايو 2018. مؤرشف من الأصل في 2023-10-01. اطلع عليه بتاريخ 2023-09-18.
13. ↑  Mohamed, Salman Khairi; Gerow, Eyad Mudhe (2019). "The cornerstone of creative chaos and the US strategic shift after 9/11". Tikrit Journal for Political Science (بالإنجليزية) (16). Archived from the original on 2023-09-27.
14. ↑  "آراء حول الخليج". مؤرشف من الأصل في 2022-12-04. اطلع عليه بتاريخ 2023-06-29.
15. ↑  "كوندوليزا رايس: ما هكذا تنشر الفوضى الخلاقة". مؤرشف من الأصل في 2023-01-10. اطلع عليه بتاريخ 2023-06-29.
16. ↑  "سوريا تنتصر على المؤامرة الامريكية المدعومة خليجيا - قناة العالم الاخبارية". www.alalam.ir. مؤرشف من الأصل في 2023-08-16. اطلع عليه بتاريخ 2023-08-16.
17. ↑  "بكين: أمريكا تسرق 82% من نفط سوريا والسوريون يصطفون في طوابير للحصول عليه". RT Arabic. مؤرشف من الأصل في 2023-06-03. اطلع عليه بتاريخ 2023-09-10.
18. ↑  "سبوتنيك: أمريكا تسرق نفط ليبيا بحماية من عملائها المسيطرين على مؤسسات الدولة قناة ليبيا الحدث". قناة ليبيا الحدث. 2 ديسمبر 2022. مؤرشف من الأصل في 2023-08-16. اطلع عليه بتاريخ 2023-08-16.
19. ↑  الماسونية والصهيونية.